# Krach boursier de 2015 en Chine
Le krach boursier de 2015 en Chine commence le 12 juin 2015. Le tiers de la valeur des titres de la bourse de Shanghai a été perdu en l'espace d'un mois. Les entreprises inscrites voient donc leur capacité d'emprunt fortement réduite, ce qui ralentira leur croissance et affectera par ricochet[réf. nécessaire] les bourses américaines. Ce krach serait la conséquence d'une bulle financière commencée en novembre 2014.
Pour contrer les effets économiques du krach, le gouvernement de la Chine applique plusieurs mesures. Le nombre de ventes à court terme est réduit. Le gouvernement interdit les introduction en bourse. Il a aussi offert des lignes de crédit aux courtiers pour qu'ils acquièrent des titres. Les fonds mutuel et les fonds de pension chinois se sont engagés à acquérir plus de titres. Puisque la plupart des acheteurs de titres chinois sont des personnes (elles détiennent environ 80 % des titres chinois en circulation), les médias contrôlés par les autorités chinoises ont continué à transmettre des nouvelles positives, invitant les citoyens à acquérir des titres. De plus, les investisseurs institutionnels sont interdits de vendre des titres, plusieurs titres ne sont plus transigés et les vendeurs à court terme ont été menacés d'emprisonnement.
Le 7 juillet 2015, la bourse de Shanghai interdit toute transaction sur environ 70 % de la valeur marchande des titres, gelant un capital évalué à 2,6 billions USD (2,6 × 1012 dollars américains), ce qui représente 40 % de la valeur de tous les titres en circulation. Cependant, c'est moins de 20 % de l'avoir des ménages qui est investi en bourse, ce qui laisse présager que l'économie chinoise restera stable.  
Le 11 août 2015, la Chine dévalue le yuan, à la surprise des économistes. Fin août, les bourses asiatiques (Japon, Hong Kong) puis internationales (Paris, Londres, Berlin, Wall Street) commencent à plonger,.